# ليزا هانر
ليزا هانر (ولدت في 20 نوفمبر 1989 في هونفيلد، ألمانيا) هي عداءة مسافات طويلة ألمانية متخصصة في الماراثون. تنافست ليزا وآنا في سباق الماراثون للسيدات في دورة الألعاب الأولمبية الصيفية 2016. أنهت ليزا وآنا الماراثون معًا ولكن في وقت أقل بـ 15 دقيقة عن أفضل أرقامهما الشخصية. انتقد توماس كورشيلجن، المدير الرياضي الألماني، إنهاءهما المشترك علنًا، لكن الصورة حظيت بتقدير وسائل الإعلام. اتُهمتا بمحاولة جذب انتباه وسائل الإعلام وحصلتا على تغطية إعلامية أكبر من زميلتهما في الفريق، أنيا شيرل التي أنهت السباق أمامهما. قالت التوأمان إن الفكرة كانت من آنا. عندما أدركت أنه مع بقاء كيلومترين على النهاية قد تلحق بليزا، تسارعت للحاق بها.

## نشأتها

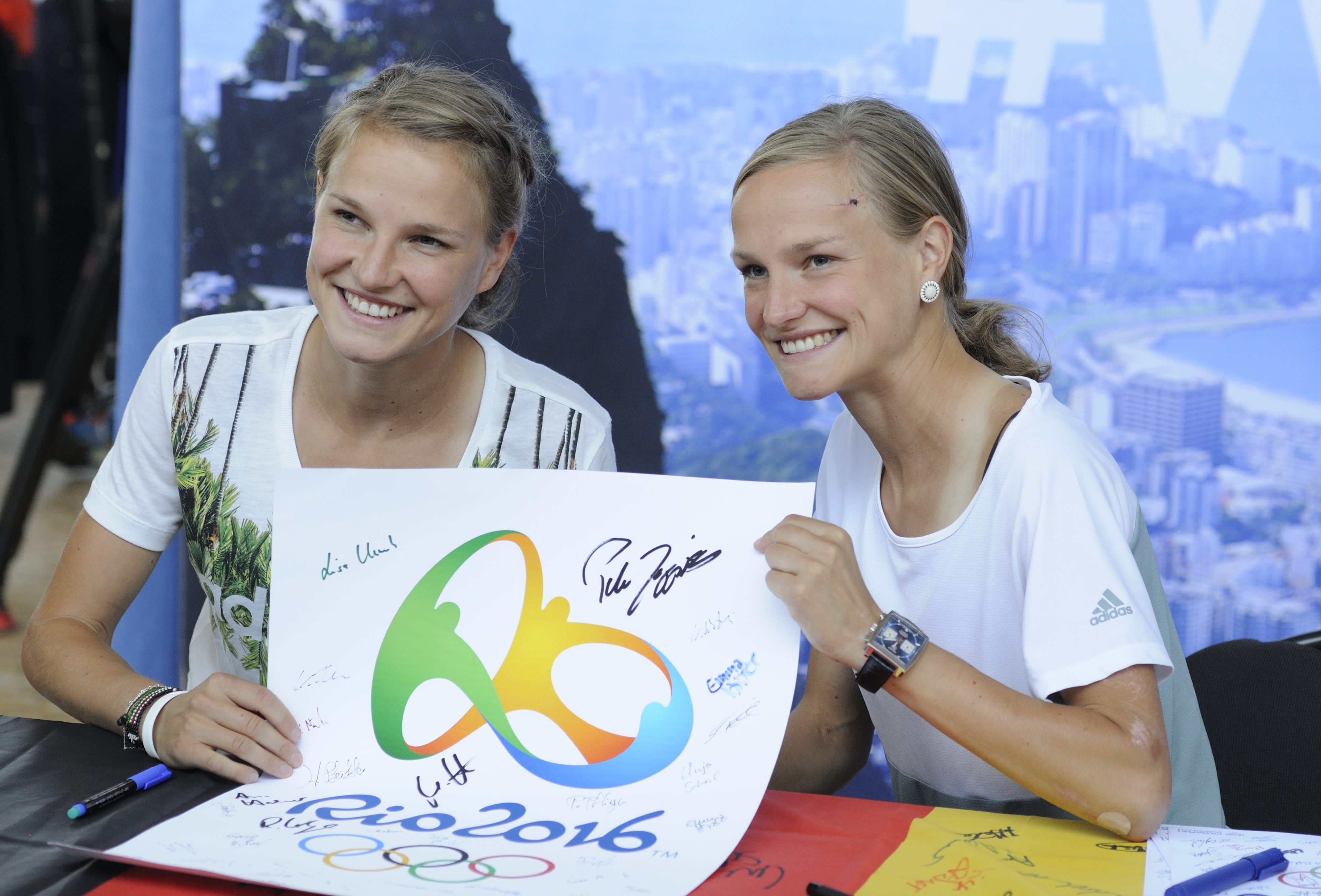
التوأمان ليزا و آنا هانر قبل دورة الألعاب الأولمبية في هانوفر في ألمانيا

ولدت ليزا وأختها التوأم آنا هانر في 20 نوفمبر عام 1989. وقد استلهمتا فكرة الجري لمسافات طويلة بعد سماع مقابلة مع الموسيقي والعداء الهواة جوي كيلي عندما كانا في السابعة عشرة من عمرهما.

## روابط خارجية
- Lisa Hahner على موقع الاتحاد الدولي لألعاب القوى (الإنجليزية)
- Lisa Hahner على موقع رابطة إحصائيات سباق الطريق (الإنجليزية)
- Lisa Hahner على موقع أوليمبيديا (الإنجليزية)
- Lisa Hahner على موقع اللجنة الأولمبية الألمانية (الألمانية)